# جورج نيكولاس باسكوم (ضابط)
جورج نيكولاس باسكوم هو ضابط في الجيش الأمريكي في منطقة أريزونا شارك في الأشهر الأولى للحرب الأهلية الأمريكية. وُلد جورج قي عام 1837، وتُوفي في 21 فبراير 1862.

## سيرته الذاتية
وُلد جورج باسكوم في أوينغسفيل في مقاطعة باث بولاية كنتاكي. ينحد جورج من أسلاف فرنسيين . والتحق بالأكاديمية الأمريكية العسكرية في ويست بوينت، وتخرج في المرتبة السادسة والعشرين في فصل من أصل 27 طالب في عام 1858. كان أول من يتمركز في معسكر فلويد في يوتا بعد تخرجه ثم في أريزونا بحصن بوكانان كملازم ثان في فوج المشاة السابع للولايات المتحدة. وفي يناير 1861 شارك في ما أصبح يعرف باسم قضية باسكوم، والتي تعتبر الحدث الرئيسي في إطلاق حرب أباتشي (1861-1872).
بعد الحرب الأهلية الأمريكية، تم ترقية باسكوم إلى قائد فوج المشاة الأمريكي السادس عشر. ومع ذلك، شارك ثلاث فرق من لواء المشاة السابع التي انتقلت إلى حصن كريج في معركة فال فيردي في إقليم نيو مكسيكو قبل أن يتمكن من العودة للانضمام إلى فوجه الجديد. قُتل باسكوم في العمل من قبل القوات الكونفدرالية في 21 فبراير 1862 خلال المعركة. وأُطلق اسمه على حصن باسكوم بنيو مكسيكو تكريمًا له.
دُفن النقيب باسكوم في حصن كريغ، والذي أصبح مقبرة فيما بعد. وعندما أُغلق حصن كريج في عام 1885، أُعيد دفن جميع الجثث في مقبرة سانتا في الوطنية. كان دقبر باسكوم غير معروفًا، ويُعتقد أنه أحد العلامات المجهولة.
صوّر الممثل (الممثل) ديك سيمونز باسكوم في حلقة بطل حرب أباتشي عام 1966، في المسلسل التلفزيوني أيام وادي الموت، الذي استضافه روبرت تايلور، الفائز في وقت مبكر من بوسام الشرف على أساس مآثر جريئة في مواجهة عام 1861 مع رئيس قبيلة أباتشي في إقليم أريزونا.